# Île des Singes
L'îlot des singes (en arabe : جزيرة القرود) est une île inhabitée à de la mer Méditerranée à Skikda en Algérie.

## Description
La petite île rocheuse est située au nord de la ville, au pied de la redoute des Singes dont elle a pris le nom.
Un phare a été construit l'île en 1847 et a une portée de lumière visible constante de 10  milles (blanc) et 6 (vert) milles marins.